# 黒羽麻璃央
黒羽 麻璃央（くろば まりお、1993年7月6日 - ）は、日本の俳優。宮城県仙台市出身。TRUSTAR所属。妻は女優の桜井ユキ。

## 略歴
高校2年生の時に友人に勧められたことがきっかけで第23回ジュノン・スーパーボーイ・コンテストに応募する。2010年に同コンテストにて準グランプリおよびAGF賞を受賞し、芸能界入りのきっかけとなる。
2012年、ミュージカル『テニスの王子様』2ndシーズンの菊丸英二役（7代目）で俳優デビュー。2014年11月まで同作品に出演した。その後は舞台を中心に俳優業で活躍する。
2015年、初の写真集を発行する。
2016年9月、公式ウェブサイトを開設。
2018年10月、みやぎ絆大使に任命された。任期：2019年1月1日 - 2021年12月31日。
2022年1月11日、女優の桜井ユキと結婚したことをSNSで報告した。

## 人物
- 靴サイズ27.5cm。左利き[13]。
- 姓名どちらも本名で、シェフの名前から父親が付けた。外国人が発音しやすいことも由来の一つ[14]である。
- 梅沢富美男とは家同士に縁があり、黒羽家に生まれた子供たちは代々お宮参りの際、梅沢家から譲られた衣装を着る風習が受け継がれている[15]。梅沢とは2019年3月に初共演した[15]。
- プロ野球ファンで中でも地元の東北楽天ゴールデンイーグルスのファンを公言している。地元宮城県のKHB東日本放送のスポーツ番組もえスポでのインタビューで「自称20代若手俳優No.1楽天ファン」と語っている[16]。
- モデルで俳優のとまんと仙台の高校が同じ同級生で、互いにいつメンだったと公言している[17]。
- 結婚のきっかけは初共演した2021年4月期のTBS金曜ドラマ「リコカツ」のParaviオリジナルストーリー「リコハイ!!」[18]。

## 受賞歴
2024年
- 第17回日本シューズベストドレッサー賞 男性部門

## 出演

### 舞台
- ミュージカル『テニスの王子様』2ndシーズン - 菊丸英二 役[20]
  - SEIGAKU Farewell Party（2012年10月11日 - 14日、TOKYO DOME CITY HALL）
  - 青学vs比嘉（2012年12月20日 - 2013年2月17日、日本青年館 他）
  - Dream Live 2013（2013年4月27日 - 29日・5月3日 - 5日、横浜アリーナ 他）
  - 全国大会 青学vs氷帝（2013年7月11日 - 9月29日、TOKYO DOME CITY HALL 他）
  - 青学vs四天宝寺（2013年12月19日 - 2014年3月2日、日本青年館 他）
  - 春の大運動会 2014（2014年4月26日、横浜アリーナ）
  - 全国大会 青学vs立海（2014年7月12日 - 9月28日、TOKYO DOME CITY HALL 他）
  - Dream Live 2014（2014年11月15日 - 24日、さいたまスーパーアリーナ 他）
- ミュージカル「リズミックタウン」（2014年12月24日 - 28日、新国立劇場小劇場） - カイ 役[21]
- 舞台『WILD HALF〜奇跡の確率〜』再演（2015年1月15日 - 18日、六行会ホール） - ウルフ 役[22]
- 総合商社 高島商事 ～今、これですよね!～（2015年3月21日、ライブステージ ほっぢポッヂ） - ゲスト・越前袁太 役
- 劇団TEAM ODAC「MOON & DAY〜うちのタマ知りませんか?〜」（2015年5月2日 - 6日、全労済ホール スペース・ゼロ） - 小峰昇一 役[23]
- 朗読劇「魔導師は平凡を望む」（2015年5月23日・24日、彩の国さいたま芸術劇場大ホール） - エルシュオン 役[24]
- 音楽劇「恐るべき子どもたち」（2015年6月26日 - 28日、江東区亀戸文化センター カメリアホール） - ジェラール 役[25]
- 旅するリーディングシリーズ 劇場で海外文学vol.1「魅惑のチェーホフ」（2015年7月10日・12日、DDD AOYAMA CROSS THEATER）[26]
- 朗読劇「しっぽのなかまたち」4（2015年8月20日・23日、全労済ホール スペース・ゼロ） - ハチ（犬） / ファン太 役[27]
- 音楽劇「金色のコルダ Blue♪Sky First Stage」（2015年9月4日 - 13日、全労済ホール スペース・ゼロ） - 如月律 役[28]
- ミュージカル『刀剣乱舞』 - 三日月宗近 役[29]
  - トライアル公演（2015年10月30日 - 11月8日、AiiA 2.5 Theater Tokyo 他）
  - 阿津賀志山異聞（2016年5月29日 - 6月26日、AiiA 2.5 Theater Tokyo 他）
  - 公式ファンサイトプレミアム会員限定LIVE（2016年7月16日 - 18日、赤坂ACTシアター）
  - ミュージカル『刀剣乱舞』in 嚴島神社（2016年11月12日、厳島神社）
  - 真剣乱舞祭2016（2016年12月13日 - 21日、両国国技館 他）
  - つはものどもがゆめのあと（2017年11月4日 - 2018年1月30日、TOKYO DOME CITY HALL 他）
  - 真剣乱舞祭2017（2017年12月8日 - 20日、日本武道館 他）
  - 阿津賀志山異聞2018（パリ公演：2018年7月15日、パレ・デ・コングレ・ド・パリ大劇場 / 東京公演：8月3日 - 19日、日本青年館）
  - 日本ユニシスPresents ミュージカル『刀剣乱舞』×読売ジャイアンツ コラボナイター（2018年9月11日、東京ドーム）
  - 真剣乱舞祭2018（2018年11月24日 - 12月16日、幕張メッセ 国際展示場ホール 他）
  - 葵咲本紀（2019年8月3日 - 18日、天王洲 銀河劇場 他） - 映像出演
  - 陸奥一蓮（2024年3月10日 - 5月6日、TOKYO DOME CITY HALL 他）[30]
  - 坂龍飛騰（2025年3月23日-5月11日、TOKYO DOME CITY HALL 他）-映像出演
  - ミュージカル『刀剣乱舞』×読売ジャイアンツ コラボナイター（2025年6月6日、東京ドーム）
  - 目出度歌誉花舞 十周年祝賀祭（2025年7月29日・30日、東京ドーム）[31]
- 舞台「私のホストちゃん」 - 璃来哉 役
  - THE FINAL 〜激突!名古屋栄編〜（2016年1月29日 - 2月14日、天王洲 銀河劇場 他）[32]
  - REBORN ゲスト出演（2017年1月20日、サンシャイン劇場）
  - REBORN 〜絶唱！大阪ミナミ編〜（2018年1月31日、東海市芸術劇場） - ゲスト出演
- 舞台「黒子のバスケ」 - 黄瀬涼太 役[33]
  - THE ENCOUNTER（2016年4月8日 - 24日、サンシャイン劇場）
  - OVER DRIVE（2017年6月22日 - 7月17日、AiiA 2.5 Theater Tokyo 他）
  - IGNITE-ZONE（2018年4月6日 - 5月13日、サンシャイン劇場 他） - 声のみの出演
  - ULTIMATE-BLAZE（2019年）
- 朗読劇「僕とあいつの関ケ原」（2016年7月8日・9日、天王洲 銀河劇場） - 井伊直弼 / 大谷吉継 役
- 朗読劇「俺とおまえの夏の陣」（2016年7月10日、天王洲 銀河劇場） - 片倉重長 役[34]
- タクフェス第四弾「歌姫」（2016年9月15日 - 11月3日、サンシャイン劇場 他） - 神宮寺 役[35]
- 舞台「熱海殺人事件」NEWGENERATION（2017年2月18日 - 3月6日、紀伊國屋ホール） - 大山金太郎 役[36]
- 男水!（2017年5月11日 - 28日、シアター1010 他） - 仁科譽 役[37]
- リーディングドラマ「シスター」（2018年3月21日、博品館劇場）
- 朗読劇 私の頭の中の消しゴム 10th letter（2018年5月2日・12日、よみうり大手町ホール 他）
- 恋を読む「ぼくは明日、昨日のきみとデートする」
  - 初演（2018年8月26日、オルタナティブシアター）
  - 再演（2019年3月12日、オルタナティブシアター）
- 朗読劇「予告犯」（2018年9月13日・14日・20日、あうるすぽっと） - ゲイツ 役
- ミュージカル「ロミオ&ジュリエット」（2019年2月 - 4月、東京国際フォーラム 他） - マーキューシオ 役
- ミュージカル「ロミオ&ジュリエット」（2021年5月 - 6月、赤坂ACTシアター 他） - ロミオ 役[38]
- 舞台「もしも命が描けたら」（2021年8月12日 - 9月12日、東京芸術劇場プレイハウス 他） - 三日月 / 光 陽介 役
- ミュージカル「るろうに剣心 京都編」（2022年5月17日 - 6月24日、IHIステージアラウンド東京） - 志々雄真実 役[39]
- ミュージカル「エリザベート」（2022年10月9日 - 11月22日、帝国劇場 他） - ルイジ・ルキーニ 役[40]
- リーディングミュージアム〜東京国立博物館〜「東京方舟博覧記」（2024年10月25日 - 27日、東京国立博物館 本館エントランス前） - 藤堂高虎 役[41]
- ミュージカル「昭和元禄落語心中」（2025年2月 - 4月、東急シアターオーブ 他） - 与太郎 役[42]
- ミュージカル「エリザベート」（2025年10月10日 - 2026年1月31日〈予定〉、東急シアターオーブ 他） - ルイジ・ルキーニ 役[43]

### 映画
- さとるだよ（2015年4月） - 井上比呂人 役
- 宇田川町で待っててよ。（2015年7月） - 主演・百瀬慧吾 役[44]
- 色あせてカラフル（2015年11月） - 吉岡晴一郎 役
- 青春ディスカバリーフィルム「警備員の一日」（2016年2月） - アキラ 役
- Please Please Please（2017年1月） - キヨシ 役
- アヤメくんののんびり肉食日誌（2017年10月） - 主演・菖蒲瞬 役
- Sea Opening（2018年2月） - 主演・清祐樹 役[45]
- ラーメン食いてぇ!（2018年3月） - 五十嵐 役
- 耳を腐らせるほどの愛（2019年6月14日公開） - 倉敷純一 役
- 広告会社、男子寮のおかずくん（2019年7月12日公開） - 主演・西尾和 役
- いなくなれ、群青（2019年9月6日公開） - ナド 役[46]
- 恐怖人形（2019年11月15日公開） - 風間涼太 役
- 鹿沼（2019年公開）
- 映画演劇サクセス荘 -侵略者Sと西荻窪の奇跡-（2021年12月31日公開）- マリオ 役
- 野球部に花束を（2022年8月11日公開）- 桧垣主圭 役[47]
- 貞子DX（2022年10月28日公開） - 感電ロイド 役[48][49]
- 生きててごめんなさい（2023年2月3日公開） - 主演・園田修一 役[50]
- クモとサルの家族（2023年3月18日公開）四葉十三郎 役[51]
- 最後まで行く（2023年5月19日公開）松田優生 役[52]
- 劇場版 君と世界が終わる日に FINAL（2024年1月26日公開） - 加地裕也 役[53]
- 氷室蓮司（2024年4月12日公開）[54] - 篠原将人 役
- ゴーストキラー（2025年4月11日公開）- 影原利久 役[55]

### テレビドラマ
- ヒガンバナ〜警視庁捜査七課〜 第3話（2016年1月27日、日本テレビ）- 松尾俊介 役
- 男水!（2017年1月21日 - 3月11日、日本テレビ） - 仁科譽 役
- レンタルの恋 第7話 - 最終話（2017年3月2日 - 23日、日本テレビ） - 桐生誠志郎 役
- ファイブ（2017年7月4日 - 8月21日、フジテレビ） - 泰楽ジュン 役
- 監獄のお姫さま（2017年10月17日 - 12月19日、TBS） - 劇中ドラマ『恋神』悠斗 役
- 居酒屋ぼったくり（2018年4月14日 - 6月23日、BS12 トゥエルビ） - リョウ 役
- プリティが多すぎる（2018年10月19日 - 12月21日、日本テレビ） - レイ 役
- 広告会社、男子寮のおかずくん（2019年1月15日 - 3月19日、テレビ神奈川） - 主演・西尾和 役[56]
- 私のおじさん〜WATAOJI〜 第3話（2019年1月25日、テレビ朝日） - 片瀬五郎 役
- 向かいのバズる家族（2019年4月、日本テレビ） - 穂村真斗、劇中劇『スナイパー新平』主演・新平 役
- コーヒー&バニラ（2019年7月5日 - 9月6日、MBS/TBS） - 阿久津孝晃 役
- テレビ演劇 サクセス荘 シリーズ（テレビ東京） - ケント 役
  - テレビ演劇 サクセス荘（2019年7月12日 - 9月27日）
  - テレビ演劇 サクセス荘2（2020年7月10日 - 9月25日）
  - テレビ演劇 サクセス荘3（2021年1月7日 - 3月25日）
- トップリーグ（2019年10月5日 - 11月9日、WOWOW） - 藪下敏夫 役
- 明日すべてわかるから〜失踪彼女〜（2019年11月20日 - 12月11日、日本テレビ） - 宮島翔太 役[57]
- パニックコマーシャル（2019年12月17日、フジテレビ） - 藤木優介 役[58]
- LIFE! presents 忍べ!右左エ門〜THE SKY ATTACK〜（2019年12月26日、NHK総合） - 利十郎 役[59]
- 恋はつづくよどこまでも 第1話・最終話（2020年1月14日・3月17日、TBS） - 猫田スグル 役
- LINEの答えあわせ〜男と女の勘違い〜（2020年2月2日 - 4月5日、読売テレビ） - 藤城幸也 役[60]
- SUITS/スーツ2（2020年4月13日 - 10月19日、フジテレビ） - 小笠原誠也 役
- 名探偵ステイホームズ（2022年4月3日・10日、日本テレビ） - 斎藤富美男 役[61]
- 寂しい丘で狩りをする（2022年4月23日 - 6月11日、テレビ東京） - 遠山大輔 役[62]
- 競争の番人（2022年7月11日 - 9月19日、フジテレビ） - 大森徹也 役[63]
- 恋と弾丸（2022年10月28日 - 12月23日、MBS/TBS） - セミリオ 役[64]
- 夕暮れに、手をつなぐ（2023年1月17日 - 3月21日、TBS） - 葉月心 役[65]
- CODE-願いの代償-（2023年7月2日 - 9月3日、読売テレビ・日本テレビ） - 柏木淳二 役[66]
- ウソ婚（2023年7月11日 - 9月26日、関西テレビ・フジテレビ） - 吉田健斗役 役[67]
- トリリオンゲーム 第3話（2023年7月28日、TBS） - ヒロト 役[68][69]
- ギフテッド Season1 第1話（2023年8月12日、フジテレビ） - 稲垣一樹 役[70]
- ゆりあ先生の赤い糸 第7-8話（2023年11月30日 - 12月7日、テレビ朝日系)　- 松川智 役
- 焼いてるふたり 〜交際0日 結婚から恋をはじめよう〜（2024年7月5日 - 9月6日、読売テレビ） - 主演・福山健太 役（松村沙友理とW主演）[71]
- マル秘の密子さん（2024年7月13日 - 9月28日、日本テレビ） - 坂東康幸 役[72]
- 嘘解きレトリック 第7話（2024年11月18日〈予定〉、フジテレビ） - 桐野貫二 役[73]
- 大富豪同心スペシャル（2024年12月〈予定〉、NHK BSプレミアム4K） - 高隈外記 役[74][75]
- アイシー〜瞬間記憶捜査・柊班〜 第1話（2025年1月21日、フジテレビ） - 江藤達夫 役[76]
- 人事の人見 第9話 (2025年6月3日、フジテレビ)　-進藤祐希役[77]

### イベント
- ACTORS☆LEAGUE 2021（2021年7月20日、東京ドーム）
  - in baseball 2022（2022年8月22日、東京ドーム）[78]　　　　
  - in baseball 2023（2023年7月3日、東京ドーム）[79]
  - in baseball 2025（2025年6月30日、明治神宮野球場)

### 配信ドラマ
- 密フェチ（2012年5月25日 - 、BeeTV）
- バンビのアリス（2016年3月、スマートボーイズ）
- めがだん「めがね探偵 阿佐川クリス」（2017年7月1日、GYAO!）
- 日本をゆっくり走ってみたよ 〜あの娘のために日本一周〜 第7話（2017年11月24日、Amazon Prime Video）
- 寝ないの?小山内三兄弟（2019年1月、テレビバ） - 小山内唯一 役
- パパ、はじめました（2019年9月2日 - 11月18日、Yahoo!Japan） - 成瀬光太郎 役
- まだまだ恋はつづくよどこまでも（2020年1月14日 - 3月17日、Paravi） - 主演・猫田 役[80]
- ニコニコネット超会議2020夏　オンライン朗読劇「たもつん」（2020年8月15日、ニコニコ生放送） - ユーキチ 役[81]
- 恋愛進化論 第1話（2020年11月4日、Hulu） - 小田シュウト 役
- 監禁朗読劇「The Lost Sheep」 - 2021年１月31日、360Channnel） - 柊木祈 役
- リコハイ!!（2021年4月16日 - 2021年6月18日、Paravi） - 加賀谷健太 役[82]
- ゲトレ夕暮れ大暴れ 第1話・第2話（2023年1月8日・15日、Paravi） - 黒羽麻璃央（本人） 役[83]

### ゲーム
- SIX SICKS（2017年11月 - ） - 世良章久 役
- 黒羽麻璃央のワンダーランド（2019年 - ）

### テレビアニメ
- あはれ!名作くん（2017年7月、NHK Eテレ） - 被害者、不良少年 役

### バラエティ
- 俺旅。（東名阪ネット6）
  - シーズン4（2018年1月）
  - シーズン5（2019年1月）
- LIPSS〜イノセントな囁き〜（2019年1月22日 - 6月26日、テレビ埼玉・niconico）※不定期
- ヒルナンデス!（2020年2月7日 - 3月27日、日本テレビ） - 金曜シーズンレギュラー
- ん（2020年8月12日、NHK総合） - ペラ先輩 役

### ラジオ
- FMヨコハマ連続ラジオドラマ「河童田と天狗寺」（2016年1月1日 - 3月25日、FMヨコハマ）[84]
- 舞台やろうっ!『黒羽麻璃央の音言』（2016年4月 - 2018年3月、USEN C-43）
- 2.5次元男子放送部（2017年4月、TS ONE）
- 週刊『BUZZる』編集局〜秘密のネタ会議（2018年6月、ジャパンエフエムネットワーク）

### 広告
- 花王『プリティアメンズ泡カラー』メインキャラクター
- クオリティファースト『オールインワンシートマスク』CM（2018年）
- カネボウ DEW ブライトニング美白 「プレ花嫁」キャンペーンサポーター（2019年3月 - ）
- 日清 旅するエスニック CM「ここにあるよ」（2019年4月 - ） - トムヤムクンの妖精 役
- TOYOTA つながる九州チャンネル「イケボすぎるセールススタッフ黒羽麻璃央が徹底解説！」（2020年7月 - ）

### ネット配信映像
- スマチャレ第一弾 黒羽麻璃央vs山本一慶 スイーツ作り対決（2015年2月）[85]
- 眉目集麗〜ハンサムビッフェ〜（2016年4月、フジテレビオンデマンド）[86]
- 黒羽麻璃央の僕ん家おいでよ（2018年2月2日 - 2019年5月10日、全15回、ニコニコ生放送）
- 私のAIする王子様 第3 - 4話（2018年5月、GYAO!）
- イケてるヤツならアソバナイト（2019年3月19日 - 2019年11月25日、AbemaTV）
- 人狼ゲーム × 2.5次元俳優 〜負けたら抱き合ってパーン!〜（2019年8月26日 - 、Paravi）
- 黒羽麻璃央のやりたいこと全部やります（2021年1月7日[87] - 、ABEMA）
- 「悪役令嬢は隣国の王太子に溺愛される」実写ショートムービー（2021年7月1日、YouTube・KADOKAWAオフィシャルチャンネル[88]）

### テレビ（スポーツ）
- BS12プロ野球中継「埼玉西武×東北楽天」（2020年8月12日、BS12） - 副音声ゲスト
- もえスポ（2020年8月22日、KHB東日本放送） - コーナーナレーション、インタビュー出演

### テレビ（教養番組）
- 美の壺 File 511「魂宿る 刀剣」（2020年9月4日、NHK BSプレミアム 他） - 『刀剣乱舞』三日月宗近 役[89]
- おやすみのたね。（2024年6月2日 - 、日本テレビ〈関東ローカル〉） - 主演・カイミ 役[90]

## 作品

### 書籍
- 黒羽麻璃央ファースト写真集「MARIO」（エスエルエフ、2015年6月14日発売）
- 『黒羽麻璃央写真集  開放』（主婦と生活社、2018年3月23日発売）
- 黒羽麻璃央 写真集 再逢 (2022年10月22日発売)

### CD
- ミュージカル「テニスの王子様」名義[91]
  - 「WE ARE ALWAYS TOGETHER」（2013年4月24日発売）
- ミュージカル刀剣乱舞[92]
  - 1stシングル「刀剣乱舞」（2016年1月1日発売）
  - 2ndシングル「キミの詩」（2016年7月6日発売）
  - 1stアルバム「ミュージカル刀剣乱舞〜阿津賀志山異聞〜」（2016年8月10日発売）
  - 5thシングル「BE IN SIGHT」（2018年5月16日発売）
  - 8th シングル「Lost The Memory」（2020年1月22日発売）
- ドラマ「ファイブ」メンズ5withT.M.
  - 「学園天国」（2017年8月18日発売）
- 童謡の声（2018年11月21日発売）
- 「ACTORS☆LEAGUE」名義
  - 「ACTORS☆LEAGUE 2021」（2021年12月15日発売）[93]